# الأكاديمية الصينية للعلوم
الأكاديمية الصينية للعلوم (بالصينية: 中国科学院) هي الأكاديمية الوطنية للعلوم الطبيعية في جمهورية الصين الشعبية، تُعرف هي والأكاديمية الصينية للهندسة باسم «الأكاديميتين» (بالصينية: 两院)، وهي مؤسسة صينية تقوم بدور خلية التفكير العلمية، والكيان المنظم للعمل الأكاديمي العلمي في الصين. مقر الأكاديمية في العاصمة الصينية بكين، ولها فروع في مختلف أنحاء الصين، وقد اضطلعت بإنشاء المئات من المشاريع التجارية، التي تُعد لينوفو واحدة من أشهرها.
تعد الأكاديمية الصينية للعلوم أكبر منظمة بحثية في العالم، إذ يعمل بها نحو 60 ألف باحث موزعين على 114 معهدًا، وهي تحتل دائمًا مراكز متقدمة بين نظيراتها من المنظمات البحثية في العالم.